# Kanton Verneuil d'Avre et d'Iton
Verneuil d'Avre et d'Iton is een kanton van het Franse departement Eure. Vóór het decreet van 5 maart 2020 heette het Kanton Verneuil-sur-Avre. Het maakt deel uit van het arrondissement Évreux.

## Gemeenten
Het kanton Verneuil d'Avre et d'Iton, toen nog Verneuil-sur-Avre, omvatte tot 2014 de volgende 14 gemeenten:
- Armentières-sur-Avre
- Bâlines
- Les Barils
- Bourth
- Chennebrun
- Courteilles
- Gournay-le-Guérin
- Mandres
- Piseux
- Pullay
- Saint-Christophe-sur-Avre
- Saint-Victor-sur-Avre
- Tillières-sur-Avre
- Verneuil-sur-Avre (hoofdplaats)

Na de herindeling van de kantons bij decreet van 25 februari 2014, met uitwerking op 22 maart 2015, telde het kanton 40 gemeenten.
- Op 1 januari 2016 werd de gemeente Condé-sur-Iton uit het kanton Breteuil, samengevoegd met de gemeenten Damville, Gouville, Manthelon, Le Roncenay-Authenay en Le Sacq  tot de fusiegemeente (commune nouvelle) Mesnils-sur-Iton. Op 1 januari 2019 werd daar nog de gemeenten Grandvilliers, Buis-sur-Damville, en Roman (Eure) aan toegevoegd.
- Op 1 januari 2016 werden de gemeenten Corneuil, Avrilly en Thomer-la-Sôgne samengevoegd tot de fusiegemeente (commune nouvelle) Chambois.
- Op 1 januari 2016 werden de gemeenten Chanteloup Le Chesne Les Essarts en Saint-Denis-du-Béhélan samengevoegd tot de fusiegemeente (commune nouvelle) Marbois.
- Op 1 januari 2016 werd de gemeente Villalet, toegevoegd met de gemeente Sylvains-les-Moulins die daardoor een 'commune nouvelle' werd.
- Op 1 januari 2017 werden de gemeenten Verneuil-sur-Avre en Francheville uit het kanton Breteuil samengevoegd tot de fusiegemeente (commune nouvelle) Verneuil d'Avre et d'Iton.
- Het decreet van 5 maart 2020 hevelde de volledige fusiegemeente Marbois over naar het kanton Breteuil en paste de naam van het kanton aan aan de naam van zijn hoofdplaats.

Sindsdien omvat het kanton volgende gemeenten:
- Acon
- Armentières-sur-Avre
- Bâlines
- Les Barils
- Bourth
- Breux-sur-Avre
- Chambois
- Chennebrun
- Courdemanche
- Courteilles
- Droisy
- Gournay-le-Guérin
- L'Hosmes
- Illiers-l'Évêque
- La Madeleine-de-Nonancourt
- Mandres
- Marcilly-la-Campagne
- Mesnils-sur-Iton (deels)
- Moisville
- Nonancourt
- Piseux
- Pullay
- Saint-Christophe-sur-Avre
- Saint-Germain-sur-Avre
- Saint-Victor-sur-Avre
- Sylvains-les-Moulins
- Tillières-sur-Avre
- Verneuil d'Avre et d'Iton (deels : zonder Francheville)